# Наруск, Прийт
При́йт На́руск (эст. Priit Narusk; род. 8 декабря 1977, Выру, Эстонская ССР) — эстонский лыжник и биатлонист, выступающий за сборную Эстонии с 1999 года. Участвовал в зимних Олимпийских играх 2002 г. в Солт-Лейк-Сити, где наилучшим результатом оказалось 38 место в спринте. На Олимпиаде в Турине 2006 года он не прошёл квалификацию для попадания в финальную часть соревнований. В сезоне 2009/2010 Прийт переключился на биатлон и выступал в составе сборной Эстонии, дебютировав 10 января 2010 г. Участвовал в Чемпионате мира по биатлону 2011 в Ханты-Мансийске в составе сборной Эстонии вместе с Роландом Лессингом, Индреком Тобрелутсом, Прийтом Виксом, Каури Кыйвом и Даниилом Степченко.
Его тренером является Мати Алавер, бывший тренер – Лаур Лукин.
После сезона 2011 завершил карьеру и ушёл служить в армию в звании младшего фельдфебеля. Там Наруск отвечает за физическую подготовку военнослужащих срочной службы батальона и на военных соревнования формирует команды участвующих в их части.